# 2010年4月丹德瓦达毛派袭击
丹德瓦达袭击是2010年4月6日印度共产党（毛主义）领导的武装在印度恰蒂斯加尔邦丹德瓦达县琴塔纳尔村（Chintalnar village）附近发动的袭击，导致76名中央后备警察部队成员和8名毛派死亡，这是毛派对印度安全部队最严重的一次袭击。

## 背景
印度部落民生活的森林地区的商业开发和工业化导致土地或生计的丧失，叛乱将其作为活动的理由。这些地区因缺乏发展而闻名。
在2007年3月发生在丹德瓦达县辛塔纳尔的事件之前，毛派还因在恰蒂斯加尔邦杀死55名警察而受到指责。在2010年2月的锡尔达营袭击中，至少有25名警察在西孟加拉邦东部遭到枪杀而丧生。为了应对日益增加的毛派叛乱，印度准军事部队发起了大规模的攻势，通常称为“绿色狩猎行动”。
丹德瓦达县“偏远、人口稀少和不发达”，被认为是毛派的“神经中枢”。该地区约66％人口由部落民组成（被称为阿迪瓦西）。2006年，《经济学人》指出毛派叛乱活动在丹德瓦达县是“最激烈的”，并将毛派在当地民众中的流行与该地区缺乏发展联系起来。自2007年以来，印度军队和毛派参与了丹德瓦达县的多次冲突。2009年9月，坚决行动突击营人员和国家警察部队在丹德瓦达的一次激烈枪战中杀死了约30名毛派武装人员。

## 袭击
袭击发生于中央后备警察部队和当地警察部队的80多名警察在印度恰蒂斯加尔邦巴斯塔尔部落地区进行地区控制演习时。
据警方报告，300名毛派武装人员最初袭击了塔尔梅特拉地区（Talmetla）准军事中央后备警察部队的一个车队，当他们从一次行动中返回。 印度内政部长奇丹巴拉姆说，部队通过他们来的同一条路线返回警察基地，“走进”叛军伏击。“有些事出了错，他们似乎走进了（毛派）设定的陷阱，伤亡人数相当高，”他说。 警方消息说，毛派针对载着士兵的防雷伏击保护车辆触发了两个地雷。中央后备警察部队62营的人员6点至7点进入森林进行行动时，遭到毛派伏击。

## 后果
政府力图清洗纳萨尔派东部地区，以开拓富含铁矿石、煤炭、铝土矿和锰矿的该地区，这些袭击事件被视为这一努力的挫折。在该地，印度国家矿业研发公司（NMDC Ltd）经营其最大的铁矿山，而埃萨尔钢铁有限公司（Essar Steel Ltd）计划建立一个价值15亿美元的钢铁厂。印度工商联合会在一份声明中说：“如果这样的活动继续下去，投资确实会受影响，甚至承诺的投资会飞走。”
印度共产党活动家Kartam Joga因涉嫌与2010年9月14日的袭击有关而被捕。他的逮捕一直存在争议并被国际特赦组织谴责，国际特赦组织称这些指控为“虚构”，并称他为良心犯。

## 反应
印度内政部长奇丹巴拉姆谴责袭击事件，称这显示毛派的“野蛮性质”。这次袭击是对印度政府的一次打击，因为它发生在奇丹巴拉姆将反政府武装描述为“懦夫表演的戏剧”之后的几天。奇丹巴拉姆曾经表示，如果反叛分子不放弃暴力并进入和谈，军队将加大攻势。4月9日，奇丹巴拉姆就该问题向总理曼莫汉·辛格提出辞呈，总理拒绝了。
印度人民党主张对毛派“全面进攻”。
毛派领导人戈帕尔表示，这次袭击事件是政府绿色狩猎行动的“直接后果”。